# Candide Pralong
Candide Pralong, né le 24 septembre 1990 à Martigny, est un fondeur suisse.

## Carrière
Membre du club de Val Ferret, Pralong connaît sa première expérience internationale en 2009 sur les Championnats du monde junior.
Il fait ses débuts en Coupe du monde en décembre 2010 à Davos, avant de concourir principalement dans la Coupe OPA. Sa deuxième course dans l'élite se déroule en fin d'année 2013 à Davos, où sa trentième place lui garantit un point pour la Coupe du monde. Lors des saisons 2016 et 2017, il s'engage essentiellement sur les courses de longue distance de la Worldloppet, obtenant deux podiums à la Dolomitenlauf et au Ugra Ski Marathon, qui contribuent à son succès au classement général de la Worldloppet Cup.
Lors de la saison 2017-2018, il marque de nouveau des points pour la Coupe du monde avec une 18e place sur le quinze kilomètres libre de Davos. Plus tard, aux Jeux olympiques de Pyeongchang, il court le quinze kilomètres (50e), le skiathlon (31e) et le cinquante kilomètres (31e).
Après avoir été victime de surentraînement durant l'hiver 2018-2019, Le fondeur fait son retour en compétition en fin d'année 2019, puis monte sur un podium sur le circuit secondaire de la Coupe OPA à Pragelato.
Effectuant sa meilleure saison en 2020-2021, qui inclut une douzième place sur un sprint classique sur le Tour de ski à Val di Fiemme, Pralong participe à son premier championnat du monde en 2021 à Oberstdorf, où son meilleur résultat est 21e sur le cinquante kilomètres classique. Malgré sa réintégration dans l'équipe suisse, il décide de s'écarter lui-même de l'équipe nationale pour s'entraîner de manière indépendante.
En 2022, Candide Pralong participe à ses deuxièmes Jeux olympiques. Il termine deux fois 22e en individuel ainsi que septième sur le relais, obtenant ainsi un diplôme olympique.
En 2023, il termine 29e du Tour de Ski.
En 2024, il remporte à Klosters son premier titre de champion de Suisse.

## Palmarès

### Jeux olympiques
| Épreuve / Édition   | Sprint                           | Sprint                           | 15 km                            | 15 km                            | Skiathlon 2 × 15 | 50 km | Relais | Relais |
| Épreuve / Édition   | libre                            | classique                        | libre                            | classique                        | Skiathlon 2 × 15 | 50 km | Sprint | 4 × 10 |
| JO 2018 Pyeongchang | Épreuve inexistante à cette date | —                                | 50e                              | Épreuve inexistante à cette date | 31e              | 31e   | —      | —      |
| JO 2022 Pékin       | —                                | Épreuve inexistante à cette date | Épreuve inexistante à cette date | —                                | 22e              | 22e   | —      | 7e     |

Légende :
- — : Non disputée par Candide Pralong

### Championnats du monde
| Épreuve / Édition        | Sprint                           | Sprint                           | 15 km | 15 km                            | Skiathlon 2 × 15 km | 50 km | Relais | Relais    |
| Épreuve / Édition        | libre                            | classique                        | libre | classique                        | Skiathlon 2 × 15 km | 50 km | Sprint | 4 × 10 km |
| Mondiaux 2021 Oberstdorf | Épreuve inexistante à cette date | —                                | –     | Épreuve inexistante à cette date | 30e                 | 21e   | —      | —         |
| Mondiaux 2023 Planica    | —                                | Épreuve inexistante à cette date | 48e   | Épreuve inexistante à cette date | —                   | —     | —      | 8e        |

Légende :
- — : Non disputée par Candide Pralong

### Coupe du monde
- Meilleur classement général : 60e en 2023

#### Classements en Coupe du monde
| Année     | Classement général final | Classement distance | Classement sprint |
| 2013-2014 | 164e                     | 106e                | —                 |
| 2017-2018 | 98e                      | 65e                 | —                 |
| 2020-2021 | 61e                      | 57e                 | 49e               |
| 2021-2022 | 67e                      | 44e                 | —                 |
| 2022-2023 | 60e                      | 45e                 | —                 |
| 2023-2024 | 117e                     | 79e                 | —                 |

### Athlétisme

#### Palmarès
| Date | Compétition                    | Lieu   | Résultat                  | Épreuve     | Temps |
| ---- | ------------------------------ | ------ | ------------------------- | ----------- | ----- |
| 2024 | Championnats d'Europe Off Road | Annecy | 11e                       | Individuel  |       |
| 2024 | Championnats d'Europe Off Road | Annecy | Médaille d'argent, Europe | Par équipes |       |

#### Records
| Épreuve       | Temps          | Lieu       | Date         |
| ------------- | -------------- | ---------- | ------------ |
| 1 500 mètres  | 3 min 55 s 46  | Thoune     | 16 juin 2021 |
| 3 000 mètres  | 8 min 18 s 71  | Berne      | 21 août 2021 |
| 5 000 mètres  | 14 min 30 s 74 | Langenthal | 25 juin 2021 |
| 10 000 mètres | 29 min 52 s 68 | Uster      | 26 juin 2020 |